# Georges Ory
Georges Antoine Alphonse Ory (Parigi, 23 settembre 1897 – Fréjus, 23 giugno 1983) è stato un giornalista e saggista francese.

## Biografia
Ory frequentò l'università a Parigi, dove conseguì la laurea in scienze politiche e in legge. Successivamente si dedicò al giornalismo, collaborando a diversi quotidiani e periodici. Intraprese anche l’attività politica, che svolse nel Partito Radicale. Nel 1933 sposò Suzanne Crozier. Nel 1935 divenne consigliere del Dipartimento della Senna in rappresentanza del III arrondissement di Parigi. Entrato nell’Union Rationaliste, dopo avere incontrato Prosper Alfaric fondò con lui a Parigi nel 1949 il Cercle Ernest Renan, dedito alla critica biblica e agli studi sulle origini del cristianesimo. Ory aderì alla teoria del mito di Gesù e scrisse sull'argomento numerosi articoli e alcuni libri. Diventato presidente del circolo Ernest Renan, nel 1971 si dimise e si ritirò sulla Costa Azzurra, dove continuò a scrivere articoli per le pubblicazioni del circolo.

## Libri principali
- Analyses des Origines Chrétiennes, Éditions Rationalistes, 1963
- Le Christ et Jésus, Éditions du Pavillon, 1968
- À la Recherche des Esséniens. Essai critique, Cercle Ernest Renan, 1975
- Marcion, Cercle Ernest Renan, 1980